# Беладжио (хотел и казино)
„Беладжио“ е сред най-големите хотели и същевременно най-луксозното казино в световен мащаб.
Намира се в Лас Вегас, Невада и е сред малкото хотели, печелили наградата „5 диаманта“.
Пред хотела-казино се намират огромен басейн и величествен фонтан, изхвърлящ хиляди литри вода в минута.

## Атракциони
„Беладжио“ предоставя не малко интересни атракции за посетителите си.
Освен на изкуственото езеро и огромния фонтан посетителите могат да се насладят и на прекрасни ресторант, градина и казино, в което са се играли финалите на Световните покер серии. В „Беладжио“ има и много добри кабарета и сцени, на които се изнасят представления, концерти и шоута.
В „Беладжио“ гостите могат да се насладят и на спа процедури и възстановяващи масажи, правени от добри специалисти.
Друга атракция, която собствениците на „Беладжио“ представят на гостите на хотела, е шоуто „Звук и светлина – Беладжио“, което се изпълнява на всеки 15 минути след 20:00 часа. Музиката за шоуто е подбрана класика в изпълнение на Андреа Бочели и Франк Синатра.